# Посёлок Белоозерского лесничества
Посёлок Белоозерского лесничества (Белоозерского лесничества или Белоозерское лесничество) — исчезнувший посёлок в составе Камышлинского сельсовета Кармаскалинского района Башкортостана.
В 2005 году село Камышлинка объединёно с посёлком Белоозерского лесничества.
Текст Закона «О внесении изменений в административно-территориальное устройство Республики Башкортостан в связи с образованием, объединением, упразднением и изменением статуса населенных пунктов, переносом административных центров» от 20 июля 2005 года N 211-з:

ст. 2. Объединить следующие населенные пункты с сохранением наименований:

5) в Кармаскалинском районе:

поселок Белоозерского лесничества и село Камышлинка Камышлинского сельсовета, установив объединенному населенному пункту тип поселения — село, с сохранением наименования «Камышлинка»;

В 2002 году население 42 человека: по 21 каждого пола.
| Общие демографические показатели |               |                               |                               |
| Всё население                    | Всё население | Изменения населения 2002—2009 | Изменения населения 2002—2009 |
| 2002                             | 2009          | чел.                          | %                             |
| 42                               | 0             | -                             | -100                          |